# حق انحصاری
حق انحصاری (انگلیسی: Exclusive right)، که به آن انحصار نیز گفته می‌شود، یک امتیاز غیرقابل لمس است که در قانون وجود دارد. این حق به فرد یا نهادی قدرت یا اختیار انجام عملی یا به دست آوردن سودی را می‌دهد و در عین حال می‌تواند دیگران را از انجام همان عمل یا کسب همان سود منع کند. حقوق انحصاری نوعی انحصار هستند.
این حقوق می‌توانند توسط قانون یا تعهدات قراردادی ایجاد شوند. با این حال، دامنه قابلیت اجرای آن‌ها به این بستگی دارد که دیگران تا چه حد ملزم به رعایت سند ایجادکننده حق انحصاری هستند؛ بنابراین، در مورد حقوق قراردادی، فقط طرفین قرارداد تحت تأثیر انحصار قرار خواهند گرفت.
حقوق انحصاری ممکن است در قانون مالکیت، قانون حق تکثیر، قانون ثبت اختراع، در رابطه با شرکت خدماتی، یا در برخی حوزه‌های قضایی، در سایر قوانین خاص سویی جنریس اعطا شوند. بسیاری از محققان استدلال می‌کنند که چنین حقوقی اساس مفاهیم مالکیت و مال را تشکیل می‌دهند.
حقوقی که به صورت خصوصی و از طریق قرارداد ما به التفاوت اعطا می‌شوند، ممکن است گاهی بسیار شبیه به حقوق انحصاری به نظر برسند، اما تنها در برابر گیرنده قابل اجرا هستند و نه در برابر عموم مردم. «امتیاز» در واقع یک حق انحصاری است. این اصطلاح برای استفاده در مورد اختیارات رسمی دولتی یا حاکمیتی (یعنی قانون اساسی) محدود شده است.

## انواع حقوق انحصاری

### مالکیت
در رابطه با مالکیت، یک حق انحصاری عمدتاً زمانی پدید می‌آید که چیزی مادی به دست می‌آید؛ در نتیجه، دیگران از اعمال کنترل بر آن چیز منع می‌شوند. به عنوان مثال، یک فرد ممکن است دیگران را از ورود و استفاده از زمین خود، یا از برداشتن وسایل شخصی‌اش منع کند. با این حال، یک حق انحصاری لزوماً مطلق نیست، زیرا ممکن است یک حق ارتفاق، سطح خاصی از دسترسی عمومی به مالکیت خصوصی را مجاز کند.
یک توافقنامه انحصاری (که به آن توافقنامه قفل‌کردن نیز گفته می‌شود) ممکن است در جایی منعقد شود که دو طرف قصد فروش ملکی را دارند اما هنوز به توافق کامل نرسیده‌اند یا قرارداد فروش را نهایی نکرده‌اند. توافقنامه انحصاری فروشنده پیشنهادی را از مذاکره برای فروش با هر خریدار بالقوه دیگر برای یک دوره زمانی ثابت منع می‌کند.

### مالکیت فکری
اکثر حوزه‌های قضایی مجموعه‌ای از حقوق انحصاری را در رابطه با آثار نویسندگی، اختراعات و شناسایی مبدأ به رسمیت می‌شناسند. این حقوق گاهی تحت عنوان کلی «مالکیت فکری» شناخته می‌شوند.

## تاریخچه و استدلال‌ها
در حوزه‌های قضایی حقوق عرفی، حقوق انحصاری اغلب به معنای تدوین و نظام‌مند کردن هنجار اجتماعی از پیش موجود در مورد زمین یا اموال منقول بوده‌اند.
در پرونده بریتانیایی *RCS v Pollard* [۱۹۸۳]، Ch 135، دعوای مالکان قانونی یک حق انحصاری در رابطه با آثار هنرمند الویس پریسلی علیه فروشنده آثار غیررسمی رد شد، زیرا فروش آثار غیررسمی با آزادی استفاده از حق انحصاری دارایی الویس پرسلی تداخلی نداشت.
در اروپای قاره‌ای، این دیدگاه وجود دارد که کپی‌رایت، ثبت اختراع و موارد مشابه، تدوین نوعی حقوق معنوی، حقوق طبیعی و قانونی یا حق شهرت هستند. با این حال، چنین استدلال‌هایی تنها از طریق ابزارگرایی یا پیامدگرایی می‌توانند به‌طور منسجم توجیه شوند، همان‌طور که در استدلال استنباط شده در اصل اول قانون اساسی ایالات متحده آمریکا که کپی‌رایت و ثبت اختراعات صرفاً «برای ترویج پیشرفت علم و هنرهای مفید» وجود دارند، نشان داده شده است.